# كاثين
كاثين أو (+) - نورسودوإيفيدرين هو دواء ذو تأثير نفسي من الفئتين الكيميائية الفينيثيلامين والأمفيتامين الذي يعمل منبهًا. جنبا إلى جنب مع الكاثينون، يوجد بشكل طبيعي في القات، ويساهم في آثاره العامة.  لديه ما يقرب من 7-10٪ من فعالية الأمفيتامين.

## الكيمياء
الكاثين ماده شبه قلوية، صيغتها الكيميائية C9H13NO و وزنها الجزيئي 151.21 جرام/مول و درجة انصهارها تتراوح ما بين 77.5-78 درجة سيليزية. وتساهم  هذه المادة في خاصة التنبيه المتعلقة بنبات القات.

## الإستخدامات
يستخدم الكاثين للحد من الشهية للطعام حيث يعمل علي مستقبلات الطعام في المخ. له قد كبيره علي حرق الدهون في الجسم والبطن. مضيق للأوعية الدموية في الانف.